# Capunda Cavilongo
Capunda Cavilongo – miasto w Angoli, w prowincji Huíla.